# قلیعات الطوبیه
قلیعات الطوبیه (به عربی: قلیعات الطوبیة) یک روستا در سوریه است که در ناحیه تمانعه واقع شده‌است. قلیعات الطوبیه ۷۳۰ نفر جمعیت دارد.